# Threema
Threema es un servicio de mensajería instantánea desarrollado por la empresa suiza Threema GmbH. Su característica más diferenciadora frente a otras aplicaciones similares es su compromiso con la seguridad y con la privacidad.

## Historia
Threema fue fundada en diciembre de 2012 por Manuel Kasper con el nombre de Kasper Systems GmbH, y a comienzos de 2013 lanzó la aplicación para Android.
En el verano de 2013, las filtraciones de Edward Snowden ayudaron a generar interés en Threema, aumentando su número de usuarios a varios cientos de miles. Cuando Facebook se hizo cargo de WhatsApp en febrero de 2014, Threema consiguió 200.000 nuevos usuarios, duplicando su base de usuarios en 24 horas. Alrededor del 80% por ciento de esos nuevos usuarios procedían de Alemania. En marzo de 2014, Threema tenía 1,2 millones de usuarios.
En la primavera de 2014 las operaciones se transfirieron a la recién creada Threema GmbH y en diciembre de ese mismo año Apple incluyó a Threema como la aplicación más vendida de 2014 en la App Store alemana.
Durante la segunda semana de 2021 Threema experimiento otro crecimiento importante debido a los controvertidos cambios de privacidad en el servicio de mensajería de WhatsApp, que le llevó a los primeros puestos de descargas de aplicaciones de pago en Alemania, Suiza y Austria.

## Privacidad y seguridad
El compromiso de Threema con la seguridad y con la privacidad se manifiesta en diversos aspectos.
Su uso es completamente anónimo y no requiere proporcionar un email, ni número de teléfono u otro tipo de información personal. La identificación de los usuarios se basa en un código de 8 dígitos que se genera de forma aleatoria al usar la aplicación por primera vez, junto con un sistema criptográfico que se utiliza para la encriptación de los datos.
Los servidores están ubicados en Suiza, por lo que la información está protegida por el Reglamento General de Protección de Datos. Además, es posible desplegar un servidor propio para uso exclusivo de una organización o empresa.

## Planes de pago
La aplicación tiene varios planes de pago, por lo que la empresa no se financia a partir del uso de los datos. En el caso de la aplicación para particulares se trata de un pago único (en 2025 de 4,99 euros), al comprar y/o descargar la aplicación, y en el caso de la plataforma para uso empresarial se trata de un pago anual o mensual recurrente.

## Aplicaciones de mensajerías europeas
En 2025 las alternativas de la Unión Europea y de la EFTA (Asociación Europea de Libre Comercio - European Free Trade Association) a las aplicaciones estadounidenses como Whatsapp, Signal, Line o la qatarí-británica Telegram, en 2025, son las francesas Olvid y Skred, las suizas Threema y TeleGuard y la alemana ginlo Private.